# Maglia Kuiper
La maglia Kuiper è una delle 15 maglie definite dal reticolato cartografico adottato dall'Unione Astronomica Internazionale per Mercurio. Comprende la porzione della superficie di Mercurio posta in latitudine tra i 22° N e i 22° S e in longitudine tra gli 0° e i 72° W ed è identificata con il codice H-6.
Il cratere Kuiper è la struttura geologica presente al suo interno scelta come eponimo per la maglia stessa. Questa denominazione è stata adottata nel 1976, dopo che la missione Mariner 10 rese disponibili le prime immagini della superficie di Mercurio. Prima di allora si chiamava maglia Tricrena dal nome dell'omonima caratteristica di albedo che era stata storicamente individuata in questa porzione della superficie. 
Durante i tre sorvoli ravvicinati di Mercurio si ottenne una cartografia parziale della sua superficie. Dopo la missione MESSENGER si poté completare la mappa e migliorare il dettaglio della parte già nota.
La regione è caratterizzata da una superficie molto accidentata per i numerosi crateri, tra cui il cratere Kuiper spicca per la sua elevata albedo e il cratere Hun Kal usato come riferimento per definire il meridiano a 20° di longitudine.

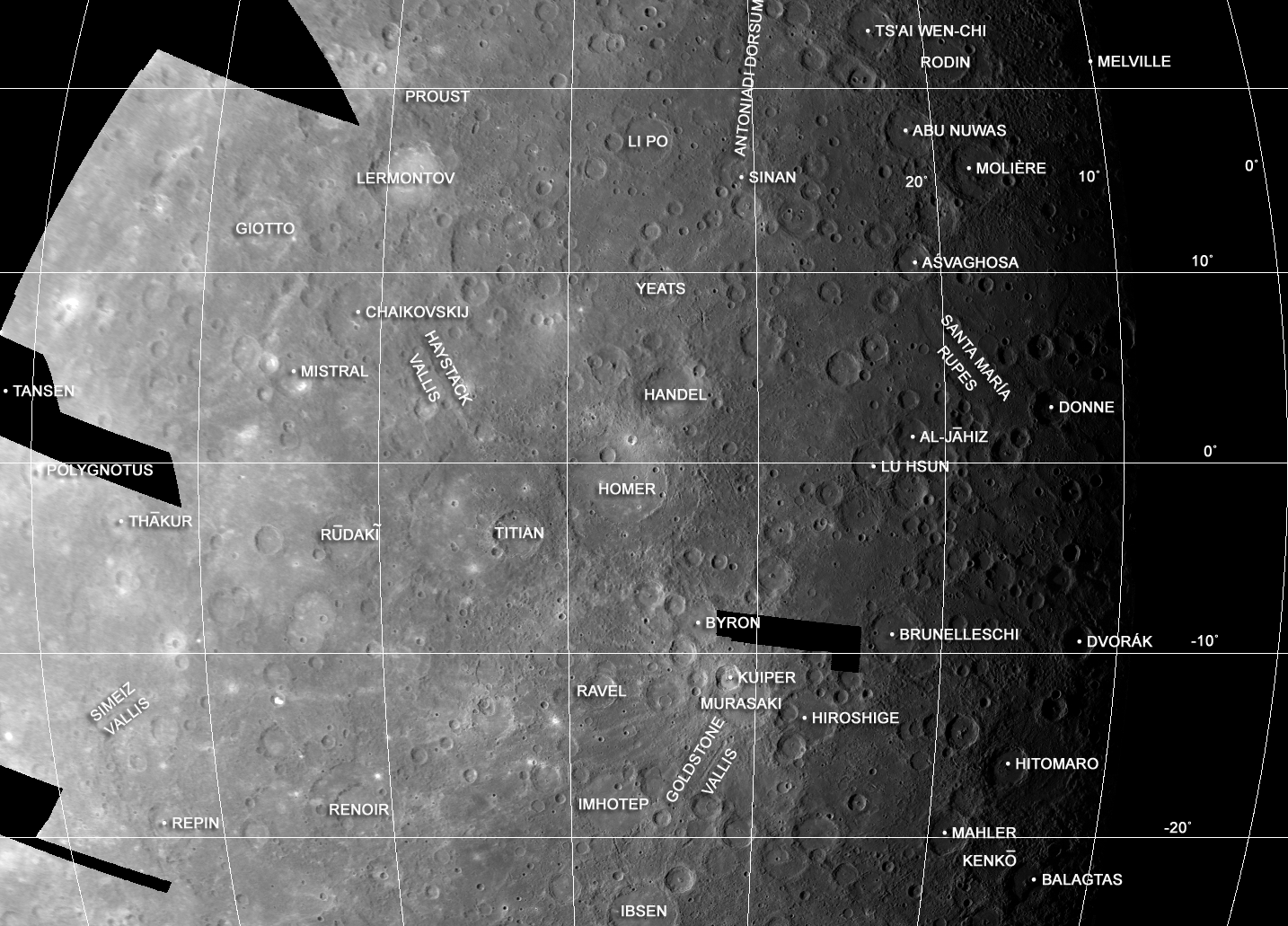
Il quadrante Kuiper, in un collage di immagini riprese dalle fotocamere del Mariner 10.